# Gamla Bruket
Gamla Bruket is een plaats in de gemeente Arvika in het landschap Värmland en de provincie Värmlands län in Zweden. De plaats heeft 57 inwoners (2005) en een oppervlakte van 11 hectare.